# Faculté de droit de Harvard
 (février 2020).
Si vous disposez d'ouvrages ou d'articles de référence ou si vous connaissez des sites web de qualité traitant du thème abordé ici, merci de compléter l'article en donnant les références utiles à sa vérifiabilité et en les liant à la section « Notes et références ».
Pour les articles homonymes, voir Faculté de droit.

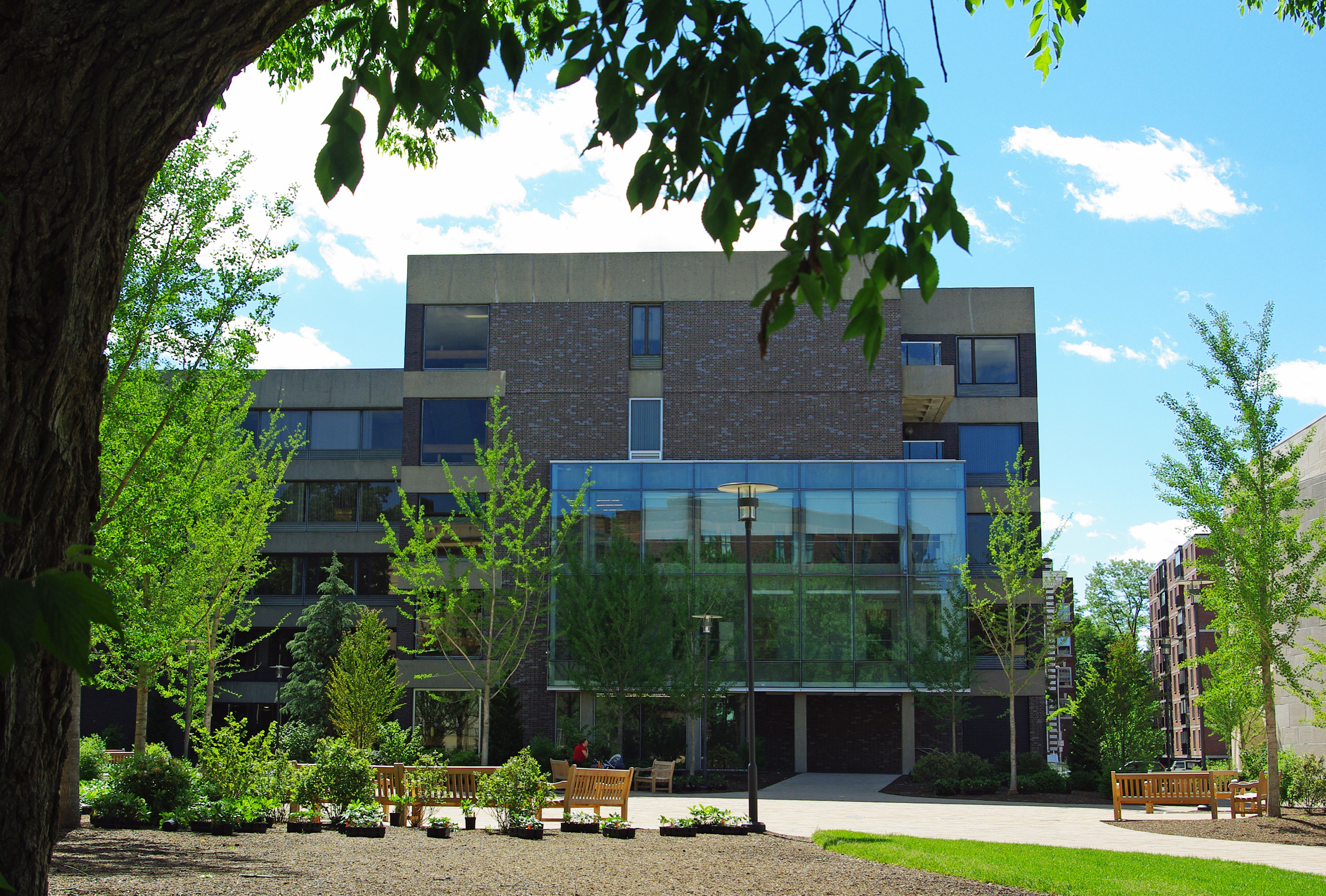
Pound Hall.

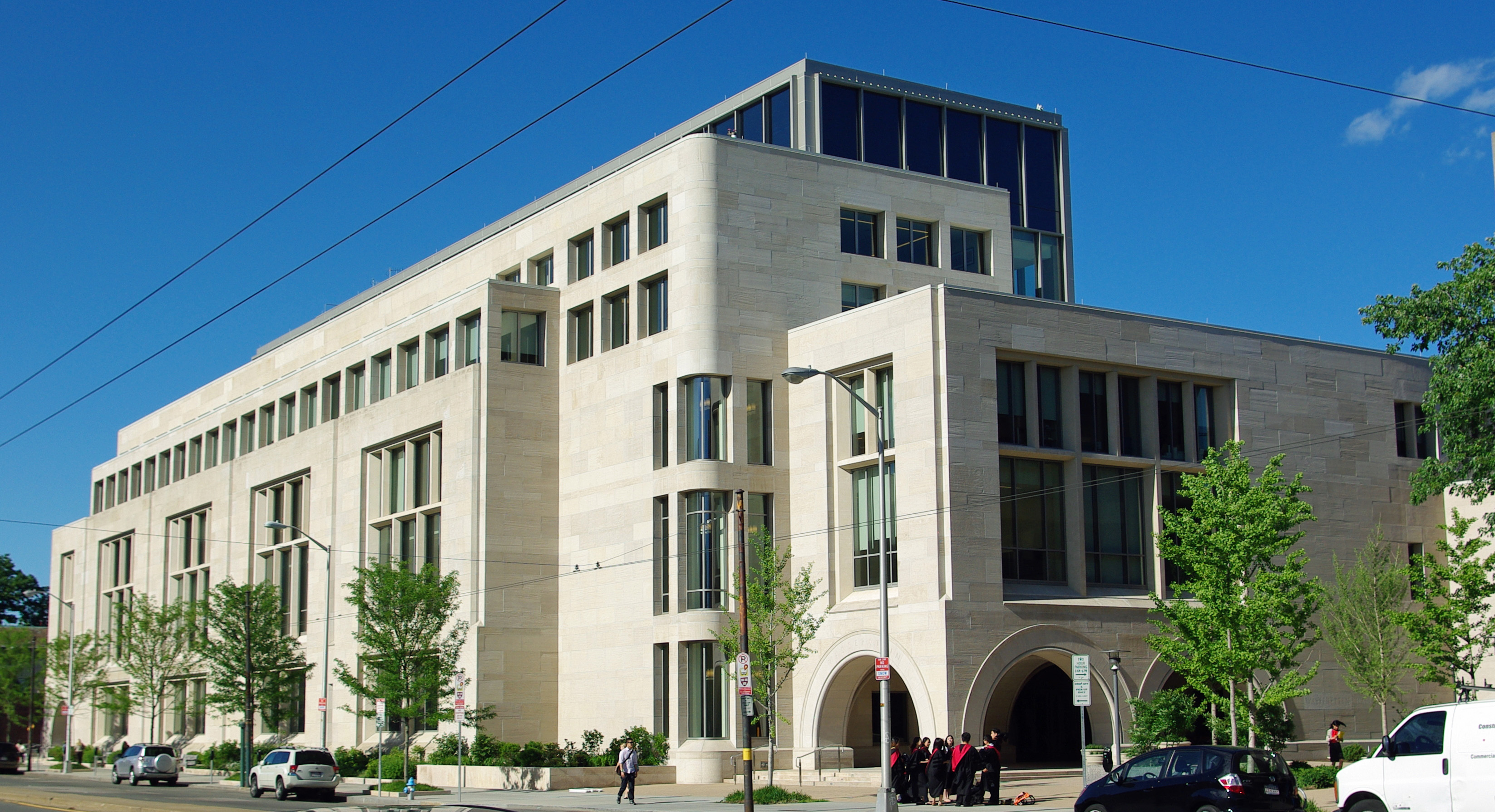
L'amphithéâtre Wasserstein.

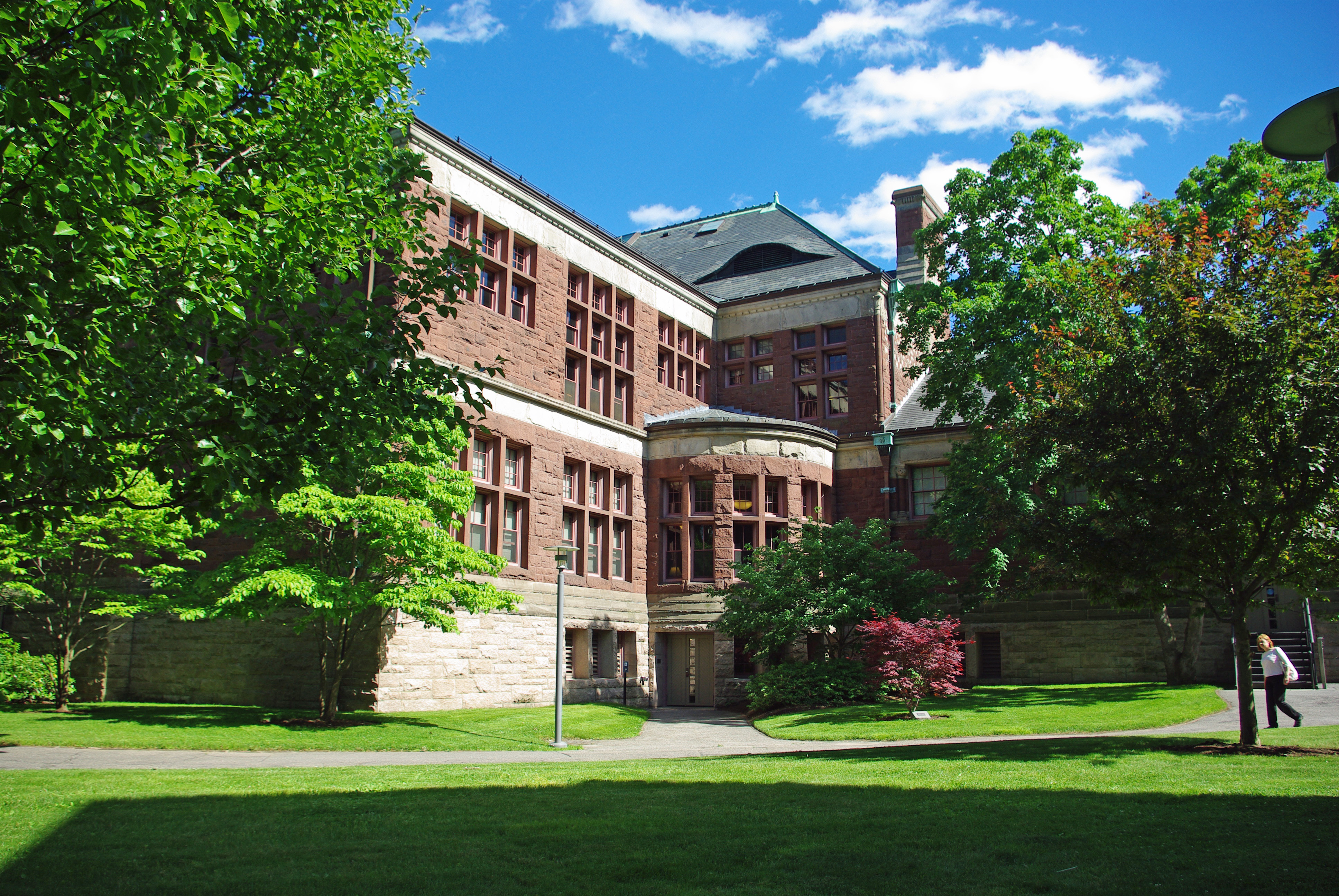
Les bâtiments Austin.

La faculté de droit de Harvard (en anglais Harvard Law School), aussi désignée par le sigle HLS, est l'une des écoles de l'université américaine Harvard, située à Cambridge, dans l'État du Massachusetts. Elle figure parmi les facultés de droit les plus réputées ; elle compte environ 1 800 étudiants et sa bibliothèque est la plus grande dans le monde dans le domaine juridique. 

## Histoire
La HLS est fondée en 1817, ce qui en fait la troisième plus ancienne faculté de droit des États-Unis derrière le Collège de William et Mary, fondé en 1779, et l'université de Pennsylvanie, fondée un an plus tard.
En 1827, alors que l’école ne compte plus qu’un seul professeur et traverse une crise, Nathan Dane, ancien élève de l’université, décide de financer un poste de professeur de droit, à condition qu’il soit confié au juge de la Cour suprême Joseph Story.Pendant un certain temps, l’école porte le nom de Dane Law School.
Les étudiants du cursus Juris Doctor (JD) participent à la préparation et la publication de la revue Harvard Law Review qui figure parmi les revues universitaires de droit les plus reconnues. La Harvard Law Review est publiée pour la première fois en 1885 et on compte parmi ses rédacteurs et éditeurs certains de ses plus célèbres anciens élèves.

## Classement
La HLS se classe régulièrement dans les dix meilleures facultés de droit dans le monde. Selon le World University Ranking de 2019, la HLS se place en tête devant l'université de Cambridge et l'université d'Oxford, selon l' U.S. News rankings of the top law schools de 2023, HLS est classée en cinquième position partageant cette place avec la New York University School of Law et l'Université Duke.

## Le Centre Berkman pour Internet et la Société
La HLS héberge le Centre Berkman pour Internet et la Société (ou Berkman Center for Internet & Society en anglais) qui se spécialise dans l'étude juridique du cyberespace. Le Centre finance des conférences, des professeurs invités, ainsi que des administrateurs du campus (residential fellow en anglais, c'est une fonction spécifique du système universitaire américain). Les membres du Centre effectuent des travaux recherche, rédigent des ouvrages, des articles ainsi que des weblogs accessibles au format RSS 2.0. Le Centre est actuellement situé dans un petit bâtiment en bois de style victorien à l'écart des autres bâtiments plus imposants de la HLS mais il devrait être transféré prochainement dans un plus grand espace au sein même du campus. Sa lettre d'information, "The Filter", est diffusée sur le Web et est également disponible par courriel ; on y trouve aussi un blog communautaire auquel participent les professeurs de Harvard, étudiants et autres personnes rattachées au Centre Berkman. Le Centre finance le projet Openlaw qui se donne pour but de publier des comptes rendus de procès sous licence copyleft afin de générer des propositions d'amélioration de la part des citoyens. L'une des plus importantes initiatives du Centre Berkman, en collaboration avec les universités de Toronto et de Cambridge,  est la OpenNet Initiative qui est une étude mondiale du filtrage sur le web. Le Berkman Center cosponsorise également Wikimania 2006.
voir aussi prof Lawrence Lessig, John Palfrey, Jonathan Zittrain.

## ProgrammeLabor & Worklife
Le programme Labor and Worklife (Travail et Vie au travail ou LWP) de l'université Harvard encourage la recherche et l'étude sur le thème de la vie au travail ainsi que ses conséquences pour la société. Situé au sein de la Harvard Law School, le LWP favorise la rencontre d'universitaires issus de disciplines diverses avec des experts de la politique dans le but d'analyser les problèmes majeurs relatifs à la loi, l'économie et la société. Le LWP fournit l'une des très rares formations offertes aux dirigeants syndicaux du monde entier par l'intermédiaire du plus ancien cursus de formation à la gouvernance de l'université Harvard, le Harvard Trade Union Program (Programme de formation pour les syndicats), fondé en 1942. En tant que réseau interdisciplinaire de politique et de recherche, le LWP organise des projets et des programmes qui se donnent pour objectifs de mieux comprendre les changements majeurs qui affectent le marché du travail et le code du travail, et d'analyser l'influence des syndicats, du marché et des gouvernements sur le monde du travail. En sollicitant les universitaires, les étudiants et les acteurs syndicaux, le programme coordonne des activités juridiques, éducatives et culturelles visant à améliorer la qualité de vie au travail.
On trouve parmi les professeurs, organisateurs, et autres chercheurs associés du Programme des personnalités de tout premier plan de la recherche américaine sur le monde du travail ainsi que tout un réseau international d'intellectuels reconnus. Le cursus de formation à la dirigeance (HTUP) est en collaboration étroite avec les syndicats à travers le monde afin d'améliorer la qualité de la formation des dirigeants syndicaux. Le LWP accueille régulièrement des forums, conférences et des groupes de discussion orientés sur les problèmes liés au travail auxquels doivent faire face les acteurs du marché, les syndicats ainsi que les gouvernements.

### WorklifeWizard
WorklifeWizard est le fruit d'une collaboration internationale entre la fondation européenne WageIndicator, le Labor and Worklife Program et le National Bureau of Economic Research. Ce projet a débuté cette année et a vocation à devenir un outil d'analyse des salaires, une base de données et une source d'informations pour les conditions de travail aux États-Unis.

## WilmerHale Legal Services Center
Le WilmerHale Legal Services Center (Centre d'assistance juridique WilmerHale), qui est la plus ancienne et plus grande ressource de formation à l'assistance juridique de HLS, est une structure offrant une aide juridictionnelle à plus de 1 200 clients chaque année Elle s'est appelée Hale and Dorr Legal Services Center jusqu'en 2007, après la fusion des cabinets juridiques Hale and Dorr et Wilmer Cutler & Pickering, mécènes de cette structure. Elle offre aux étudiants la possibilité d'acquérir une expérience juridique pratique ainsi que de valider une partie de leurs enseignements en traitant des affaires réelles pour de véritables clients sous la supervision de conseillers-instructeurs qui sont eux-mêmes des praticiens expérimentés. Le WilmerHale Legal Services Center admet 70 étudiants chaque semestre pour un cycle comprenant plusieurs cours d'assistanat proposés par HLS et propose aussi durant l'été un programme destiné à des étudiants en droit volontaires à travers les États-Unis. 
Un étudiant travaillant au Centre est placé au sein d'un de ses cinq principaux bureaux d'aide et travaille avec des conseillers instructeurs, des praticiens expérimentés qui supervisent son  travail et lui fournissent des conseils tandis qu'il construit et gère son ensemble de dossiers à traiter. Le Centre fournit une formation substantielle dans chacune des disciplines pratiques et offre également des enseignements sur des sujets tels que l'entretien avec le client, l'instruction judiciaire, l'analyse créative légale, etc.

## Les doyens
L'actuel doyen de la HLS est John F. Manning (en), il remplace Martha Minow (en) en 2017,,.

## Autres programmes
- Concours Ames Moot
- Institut Charles Hamilton Houston pour les races et la justice
- Programme de défense de l'enfance
- Programme d'études juridiques est-asiatiques
- Centre de recherche sur le droit européen
- Fondation pour la recherche fiscale et l'imposition
- Programme pour les droits de l'homme
- Programme d'études de droit islamique
- Centre John M. Olin pour la loi, l'économie et les affaires
- Centre Petrie-Flom pour les politiques de santé, la biotechnologie, et la bioéthique
- Programme d'administration des sociétés
- Programme d'études juridiques empiriques
- Programme sur les systèmes financiers internationaux
- Programme sur la négociation
- Programme sur la profession juridique
- Bureau d'aide juridique d'Harvard
- Fondation Ames
- Selden Society

## Publications
Les étudiants publient 13 revues de droit fort réputées et un journal étudiant, le Record. Le Record a été publié sans discontinuer depuis les années 1950, ce qui en fait l'un des plus anciens journaux de droit des États-Unis, célèbre pour les exploits de l'étudiant fictif Fenno.
Les revues publiées sont :
- Harvard Law Review (Revue de droit d'Harvard)
- Civil Rights-Civil Liberties Law Review (Revue juridique sur les droits et libertés civiques)
- Black Letter Law Journal (Revue de droit « la lettre noire »)
- Environmental Law Review (Revue de droit environnemental)
- Human Rights Journal (Revue des droits de l'homme)
- Harvard International Law Journal (Revue de droit international d'Harvard)
- Journal of Law & Gender (anciennement Women's Law Journal) (Revue droit et genre)
- Journal of Law and Public Policy (Revue droit et politiques publiques)
- Journal of Law and Technology (Revue droit et technologie)
- Journal on Legislation (Revue sur la législation)
- Latino Law Review (Revue de droit « latino »)
- Negotiation Law Review (Revue du droit de la négociation)
- Unbound: Harvard Journal of the Legal Left (Revue d'Harvard de la gauche juridique)

## Personnalités célèbres
Quatorze diplômés de la HLS ont été ou sont juges à la Cour suprême des États-Unis, plus que n'importe quelle autre faculté de droit ; quatre autres juges de la Cour sont passés par la faculté. Actuellement[Quand ?], six des neuf membres sont passés par la HLS : John G. Roberts Jr., Gorsuch, Anthony Kennedy, Kagan, Ruth Bader-Ginsburg et Stephen Breyer.

### Professeurs
- Stephen Breyer
- Archibald Cox
- Alan Dershowitz
- Roger Fisher
- Felix Frankfurter
- Charles Fried
- Mary Ann Glendon
- Erwin Griswold
- Lani Guinier
- Jon Hanson
- Oliver Wendell Holmes, Jr.
- Morton Horwitz
- Randall Kennedy
- Duncan Kennedy
- Christopher Columbus Langdell
- Daniel Meltzer
- Arthur R. Miller
- Martha Minow
- Robert Mnookin
- Charles Nesson
- Charles Ogletree
- Roscoe Pound
- Todd Rakoff
- William Stuntz
- Laurence Tribe
- Roberto Unger
- Alvin Warren
- Elizabeth Warren

### Étudiants
- Spencer Abraham, membre du Congrès des États-Unis d'Amérique
- Brockman Adams, membre du Congrès des États-Unis d'Amérique
- Raymond Pace Alexander, juge et militant des droits civiques.
- Tom Allen, membre du Congrès des États-Unis d'Amérique
- John Anderson, membre du Congrès des États-Unis d'Amérique
- Elliott Abrams, personnalité politique
- Dean Acheson, personnalité politique
- Charles Francis Adams III, personnalité politique
- Bruce Babbitt, personnalité politique
- John Barrow, membre du Congrès des États-Unis d'Amérique
- Francis Biddle, procureur général (ministre de la Justice)
- Charles Joseph Bonaparte, procureur général (ministre de la Justice)
- Ralph Owen Brewster, membre du Congrès des États-Unis d'Amérique
- Anson Burlingame, membre du Congrès des États-Unis d'Amérique
- Harry Blackmun, juge de la Cour suprême
- Louis Brandeis, juge de la Cour suprême
- William Brennan, juge de la Cour suprême
- Stephen Breyer, juge de la Cour suprême
- Harold Hitz Burton, juge de la Cour suprême
- Tom Campbell, membre du Congrès des États-Unis d'Amérique
- John Chafee, membre du Congrès des États-Unis d'Amérique
- Jim Cooper, membre du Congrès des États-Unis d'Amérique
- Chris Cox, membre du Congrès des États-Unis d'Amérique
- Benjamin Curtis, juge de la Cour suprême
- Artur Davis, membre du Congrès des États-Unis d'Amérique
- Elizabeth Dole, membre du Congrès des États-Unis d'Amérique
- Thomas Eagleton, membre du Congrès des États-Unis d'Amérique
- Sam Ervin, membre du Congrès des États-Unis d'Amérique
- Russ Feingold, membre du Congrès des États-Unis d'Amérique
- Felix Frankfurter, juge de la Cour suprême
- Oliver Wendell Holmes, Jr., juge de la Cour suprême
- Anthony Kennedy, juge de la Cour suprême
- Lewis Powell, juge de la Cour suprême
- John G. Roberts Jr., juge de la Cour suprême
- Edward T. Sanford, juge de la Cour suprême
- Antonin Scalia, juge de la Cour suprême
- David Souter, juge de la Cour suprême
- Alberto Gonzales, procureur général (ministre de la Justice)
- Ebenezer R. Hoar, procureur général (ministre de la Justice)
- Richard Kleindienst, procureur général (ministre de la Justice)
- Richard Olney, procureur général (ministre de la Justice)
- Janet Reno, procureur général (ministre de la Justice)
- Elliot Richardson, procureur général (ministre de la Justice)
- William French Smith, procureur général (ministre de la Justice)
- Barney Frank, membre du Congrès des États-Unis d'Amérique
- Frederick H. Gillett, membre du Congrès des États-Unis d'Amérique
- Bob Graham, membre du Congrès des États-Unis d'Amérique
- Jane Harman, membre du Congrès des États-Unis d'Amérique
- Rutherford B. Hayes 19e président des États-Unis
- George Frisbie Hoar, membre du Congrès des États-Unis d'Amérique
- Bill Jefferson, membre du Congrès des États-Unis d'Amérique
- Jim Jeffords, membre du Congrès des États-Unis d'Amérique
- Kenneth Keating, membre du Congrès des États-Unis d'Amérique
- Carl Levin, membre du Congrès des États-Unis d'Amérique
- Sander Levin, membre du Congrès des États-Unis d'Amérique
- Henry Cabot Lodge, membre du Congrès des États-Unis d'Amérique
- Spark Matsunaga, membre du Congrès des États-Unis d'Amérique
- Barack Obama, 44e président des États-Unis
- Michelle Obama, première dame des États-Unis
- Claude Pepper, membre du Congrès des États-Unis d'Amérique
- Tom Petri, membre du Congrès des États-Unis d'Amérique
- Larry Pressler, membre du Congrès des États-Unis d'Amérique
- Jack Reed, membre du Congrès des États-Unis d'Amérique
- William Roth, membre du Congrès des États-Unis d'Amérique
- Leverett Saltonstall, membre du Congrès des États-Unis d'Amérique
- Paul Sarbanes, membre du Congrès des États-Unis d'Amérique
- Adam Schiff, membre du Congrès des États-Unis d'Amérique
- Pat Schroeder, membre du Congrès des États-Unis d'Amérique
- Chuck Schumer, membre du Congrès des États-Unis d'Amérique
- Brad Sherman, membre du Congrès des États-Unis d'Amérique
- Ted Stevens, membre du Congrès des États-Unis d'Amérique
- Adlai Stevenson III, membre du Congrès des États-Unis d'Amérique
- Charles Sumner, membre du Congrès des États-Unis d'Amérique
- Robert Taft, membre du Congrès des États-Unis d'Amérique
- Robert Taft Jr., membre du Congrès des États-Unis d'Amérique
- David Bonderman, homme d'affaires
- Charles Burson, homme d'affaires
- Doug Carlston, homme d'affaires
- Kenneth Chenault, homme d'affaires
- Jim Cramer, homme d'affaires
- Clive Davis, homme d'affaires
- Gerald Grinstein, homme d'affaires
- Reginald Lewis, homme d'affaires
- Charlie Munger, homme d'affaires
- Sumner Redstone, homme d'affaires
- Karen Russell, homme d'affaires
- Bruce Wasserstein, homme d'affaires
- Mortimer Zuckerman, homme d'affaires
- Rob Manfred, homme d'affaires et commissaire du baseball
- Russ Granik, homme d'affaires
- Randy Barnett, éducateur
- Kingman Brewster, Jr., éducateur
- David C. Hardesty, éducateur
- Charles Nesson, éducateur
- Steven Poskanzer, éducateur
- William L. Prosser, éducateur
- Harold Hongju Koh, éducateur
- Joel Seligman, éducateur
- John Sexton, éducateur, président de l'université de New York
- Frank Attar, juriste, historien, philosophe
- William Thaddeus Coleman, Jr., juriste
- Archibald Cox, juriste
- Erwin Chemerinsky, juriste
- Archibald Grimke, juriste
- Charles Hamilton Houston, juriste
- John McCloy, juriste
- Richard Posner, juriste
- Laurence Tribe, juriste
- Henry Wheaton, juriste
- Takashi Yuasa, juriste
- William John Bennett, personnalité politique
- Sandy Berger, personnalité politique
- Joseph Califano, personnalité politique
- Michael Chertoff, personnalité politique
- Jim Doyle, personnalité politique
- Michael Dukakis, personnalité politique
- Pierre S. du Pont, IV, personnalité politique
- Susan Estrich, personnalité politique
- Joseph Ghiz, personnalité politique
- David Gergen, personnalité politique
- Jamie Gorelick, personnalité politique
- Jennifer Granholm, personnalité politique
- Alger Hiss, personnalité politique
- Tim Kaine, personnalité politique
- Sheila Kuehl, personnalité politique
- Robert Todd Lincoln, personnalité politique
- Ken Mehlman, personnalité politique
- Ogden Mills, personnalité politique
- Ralph Nader, personnalité politique
- Franklin Raines, personnalité politique
- Mitt Romney, personnalité politique
- Surakiart Sathirathai, personnalité politique
- Bob Shrum, personnalité politique
- Eliot Spitzer, personnalité politique
- Sylvia Tamale
- Mark Warner, personnalité politique
- Caspar Weinberger, personnalité politique
- William Weld, personnalité politique
- Anthony A. Williams, personnalité politique
- Willard Wirtz, personnalité politique
- Robert Zoellick, personnalité politique
- Paul Attanasio, écrivain
- Ron Bass, écrivain
- David Frum, écrivain
- George Stillman Hillard, écrivain
- Michael Kinsley, écrivain
- Archibald MacLeish, écrivain
- Francis Parkman, écrivain
- George Plimpton, écrivain
- Jeffrey Steingarten, écrivain
- Scott Turow, écrivain
- John Jay Osborn, Jr., écrivain
- Jacqueline Fuchs, avocate et ancien musicienne connu sous le nom de Jackie Fox
- David Otunga, avocat et catcheur à la WWE
- Rubén Blades
- Greg Giraldo
- Joseph P. Kennedy, Jr.
- Alfred Lee Loomis
- Samuel Underhill
- Nanjala Nyabola, essayiste et universitaire kényane
- Kaori Itō, femme politique japonaise